# Никола Гулев
Никола Питу Гулев или Лакя Гули е български революционер от влашки произход, терорист на Вътрешната македоно-одринска революционна организация.

## Биография
Никола Гулев е син на революционера Питу Гули. Брат му Ташко Гулев (Шула Гули) загива през 1913 година в редовете на МОО, а вторият му брат Стерю Гулев работи за българската полиция в Крушево през 1941 – 1944 година и се самоубива след влизането на комунистите в града на 6 октомври 1944 година. Никола Гулев завършва гимназия в София.
След възстановяването на ВМОРО от Тодор Александров става негов личен телохранител. По молба на Пейо Яворов през 1913 Гулев му дава пистолет, с който впоследствие големият български поет се самоубива.
След Първата световна война Гулев участва в повторното възстановяване на революционната организация. По нареждане на ВМРО Никола Гулев убива в София Александър Панов, който в 1922 година създава „Земеделческа емигрантска група“. Гулев става четник, а по-късно войвода на ВМРО във Велешко и родното му Крушевско. Гулев, който по думите на Иван Михайлов е
| „ | неукротимо смел и предприемчив | “ |

често предприема рисковани пътувания из Югославия – отива до Загреб където се среща с хърватския водач Степан Радич. При едно подобно пътуване е предаден и е заловен от сръбската полиция в Ниш на 15 септември 1923 година. През лятото на 1924 година след изтезания умира в белградския затвор.